# Capsus pilifer
Capsus pilifer is een wants uit de familie van de blindwantsen (Miridae). De soort werd het eerst wetenschappelijk beschreven door Adolf Remane in 1950.

## Uiterlijk
De ovale blindwants is macropteer (langvleugelig) en kan 5–6 mm lang worden. Het lichaam, borststuk en kop zijn helemaal zwart van kleur, net als de pootjes. Op de basis van de schenen, ter hoogte van de knie bevindt zich een slecht zichtbare lichte ring. De antennes zijn zwart van kleur en het derde en vierde segment is veel dunner dan het tweede. Capsus pilifer lijkt erg op Capsus ater. Er is bij deze soorten een verschil in verdikking van het tweede antennesegment en verder zal de waardplant bij determinatie uitkomst kunnen bieden. Ook lijkt de soort op de andere in Nederland voorkomende Capsus-soort, Capsus wagneri die op hoge grassoorten leeft. Deze heeft volledig zwarte pootjes en hier ontbreekt de lichte ring bij de knie.

## Leefwijze
De soort overwintert als ei en er is één generatie per jaar. De wants is monofaag op pijpenstrootje (Molinia caerulea) en kan vanaf begin juni tot augustus waargenomen worden in vochtige vergraste heidegebieden en bosranden.

## Verspreiding
De soort is in Nederland zeldzaam. Het verspreidingsgebied is Palearctisch, van Europa tot in Azië, China, Siberië, Korea en Japan